# Portier z hotelu Atlantic
Portier z hotelu Atlantic (niem. Der letzte Mann) – niemiecki film niemy z 1924 roku w reżyserii Friedricha Wilhelma Murnaua. Uznawany za jeden z najwybitniejszych filmów kammerspielu.

## Fabuła
Bohaterem filmu jest ubogi portier pracujący w luksusowym hotelu. Dumny ze swej pracy, szczególnie z noszonego w niej okazałego munduru, dzięki któremu zyskuje szacunek rodziny i znajomych, pewnego dnia jednak, ze względu na podeszły wiek, zostaje zdegradowany do pracy w hotelowej toalecie. Nie mogąc pogodzić się z tym upokorzeniem, kradnie swój paradny mundur i zjawia się w nim na ślubie swej siostrzenicy. Oszustwo wychodzi jednak na jaw, co ściąga na niego drwiny ze strony znajomych. Rzecz kończy się jednak szczęśliwie, gdy bohater przypadkowo staje się spadkobiercą amerykańskiego milionera, który umiera na jego rękach. W ten sposób dawny portier dołącza do świata bogaczy i może korzystać z niedostępnych dotychczas luksusów.

## Obsada
- Emil Jannings – portier
- Maly Delschaft – siostrzenica portiera
- Max Hiller – narzeczony siostrzenicy
- Emilie Kurz – ciotka narzeczonego
- Hans Unterkircher – dyrektor hotelu
- Georg John – nocny stróż
- Olaf Storm – młody gość
- Hermann Vallentin – korpulentny gość
- Emmy Wyda – sąsiadka

## Tło powstania
Początkowo reżyserem filmu miał być Lupu Pick; film byłby wtedy ostatnią częścią jego kammerspielowej trylogii (dwie wcześniejsze to Szyny oraz Noc Sylwestrowa). Twórca nie chciał jednak zgodzić się na narzucane przez producenta Ericha Pommera pozytywne zakończenie, drastycznie odcinające się od całej tonacji filmu. Ostatecznie realizację powierzono więc Friedrichowi Murnau. W jego wykonaniu obraz odniósł olbrzymi sukces, również poza granicami Niemiec – m.in. w Stanach Zjednoczonych, co reżyserowi umożliwiło podjęcie współpracy z wytwórnią Fox Film Corporation i wyjazd do Hollywood.

## Kwestia zakończenia
Nieprawdopodobne fabularnie, nadzwyczaj optymistyczne zakończenie filmu zostało wymuszone przez producenta Ericha Pommera i bywa krytykowane jako niewiarygodne. Jest ono już w ramach samego filmu oznaczone jako mało prawdopodobne, gdyż zostało poprzedzone planszą o treści: Historia powinna się tu skończyć. Starego nieszczęśliwego człowieka nie czeka już nic oprócz śmierci. Autor scenariusza zlitował się jednak nad nim i dodał całkowicie nieprawdopodobny epilog. Dodatkowo zostało ono zrealizowane w stylistyce komicznej i może sprawiać wrażenie parodii typowych dla amerykańskich filmów z happy endem. Ponadto zaznaczone jako niemożliwe, budzi tym większe poczucie beznadziei i nieszczęścia, jakie spotkały bohatera przed bajkowym epilogiem. Tomasz Kłys zwraca przy tym uwagę, że przemiana portiera w rozrzutnego bogacza jest wariantem niekoniecznie szczęśliwym, gdyż nie zyskał on w ten sposób szacunku, a jedynie zewnętrzne jego oznaki, za którymi kryje się ironia wobec parweniusza.

## Cechy szczególne
Sukces filmu spowodowany był w znacznej mierze jego nowatorską formą, w tym dynamiką obrazu. Kamera w filmie Murnaua jest niezwykle ruchliwa, występują liczne jazdy kamery, a bohater i jego otoczenie pokazywani są z różnych punktów widzenia. Ma to istotne znaczenie w odniesieniu do losów i stanu bohatera – np. gdy odnosi on sukcesy, kamera obserwuje go z dołu, gdy ponosi porażkę – z góry, gdy bohater się upija, ruchy kamery mają oddać stan alkoholowego upojenia. W filmie pojawiają się zarówno długie ujęcia, jak i szybki montaż. Twórcy korzystali także z estetyki ekspresjonizmu, m.in. poprzez wykorzystanie światłocienia i udramatyzowanie przedmiotów. Film w całości nakręcono w atelier, jednakże dzięki efektom specjalnym udało się w nim przekonująco przekazać np. wielkomiejską ulicę.